# Тоддес, Евгений Абрамович
Евгений Абрамович Тоддес (31 октября 1941 — 29 марта 2014) — российский филолог, историк литературы и литературной теории XIX—XX вв.

## Биография
Окончил филологический факультет Латвийского университета, где — вместе с Л. Флейшманом и Р. Тименчиком — посещал Пушкинский кружок Л. С. Сидякова. Был связан с Тартуским университетом и кругом Ю. М. Лотмана. С 1982 года деятельный участник Тыняновских чтений, член редколлегии и редактор Тыняновских сборников.
Составитель и комментатор академических изданий трудов Ю. Тынянова и Б. Эйхенбаума. Автор основополагающих статей о творчестве Батюшкова, Пушкина, Вяземского,  Мандельштама, Кузмина, Тынянова, Тимура Кибирова.
Член редколлегии «Нового литературного обозрения».
Умер 29 марта 2014 года. Похоронен на Востряковском кладбище.